# 西尾正也
西尾 正也（にしお まさや、1926年（大正15年）11月26日 - 1998年（平成10年）3月26日）は、日本の政治家、地方公務員、実業家。第15代大阪市長（2期8年）。大阪市東淀川区出身。

## 経歴
- 1926年　大阪市に生まれる。
- 1938年　大阪市立豊里小学校卒業
- 1944年　上宮中学校（旧制）卒業
- 1947年　旧制高知高等学校卒業
- 1950年　京都大学法学部卒業。大阪市役所に入庁、清掃局勤務
- 1956年　秘書課勤務
- 1958年　秘書課主査
- 1962年　市長室総務課主査
- 1963年　総合計画局調査部第2課長
- 1965年　総合計画局調査部第1課長
- 1967年　総合計画局調査部管理課長
- 1968年　港湾局管理部長
- 1970年　臨時ガス爆発事故対策本部事故処理部長
- 1972年　民生局長
- 1973年　市長室長
- 1977年　交通局長
- 1982年　大阪市を退職、大阪港振興株式会社代表取締役社長に就任
- 1983年　大阪市助役に就任
- 1987年　第15代大阪市長に就任
- 1995年　大阪市長を退任
- 1996年　大阪都市協会会長、および大阪21世紀協会理事長に就任
- 1998年　膵頭部腫瘍のため死去、71歳没。

## 市長在任中
- 1988年
  - 7月 大阪市公文書館開館
  - 8月 「テクノポート大阪」計画発表
- 1989年
  - 2月 合区により26区から24区となる
  - 9月 おとしより健康センター開館、地域図書館を全区に設置
  - 10月 大阪市立科学館開館
- 1990年
  - 4月 国際花と緑の博覧会が鶴見緑地で開催される（～9月。入場者数約2312万人）
  - 7月 海遊館がオープン
  - 10月 「大阪咲かそ」キャンペーン開始
- 1991年
  - 4月 新婚世帯家賃補助制度創設
- 1992年
  - 11月 中央卸売市場管理棟オープン
- 1993年
  - 3月 ビッグステップ竣工、ORC200竣工
  - 4月 ポイ捨て防止キャンペーン開始
  - 12月 大阪市立総合医療センター開設
- 1994年
  - 1月 市長が2008年大阪オリンピック招致を表明
  - 4月 アジア太平洋トレードセンター(ATC)がオープン
- 1995年
  - 1月 阪神・淡路大震災
  - 4月 大阪ワールドトレードセンタービルディング(WTC)がオープン
  - 11月 APEC大阪会議が開催される

## 著書
- 「私の大阪市史」（西尾正也 著、1998年3月）